# Belene (otok)
Otok Belene (bugarski: остров Белене) ili Otok Persin (bugarski: остров Персин) najveći je otok u bugarskom dijelu Dunava. Otok se formirao dijeljenjem rijeke Dunav na dva rukavca koji teku sjeverno i južno od njega. Međunarodna granica između Bugarske i Rumunjske prati sjeverni rukavac rijeke, stoga je otok Belene dio bugarskog teritorija. Otok je dugačak 14,5 kilometara i 6 kilometra širok,  nalazi se sjeverno od grada Belene. Otok Belene je četvrti najveći dunavski otok: tijekom prosječne plime njegova je površina 41,078 km2. Za trajanja plime dijelovi otoka su potopljeni. Otok je pontonskim mostom povezan s gradom Belene.

## Park prirode
Otok Belene dio je kompleksa Belenskih otoka i Parka prirode Persina, u kojem obitava više od 170 vrsta rijetkih ptica vodarica, poput blistavog ibisa, malog vranca, malog sivog svračka (Lanius minor), crvenovrate guske (Branta ruficollis) i drugih. Flora otoka Belene bogata je vrbama, topolama i jasikama, a djelomično je pokriven oranicama. Otok je nastao od aluvijalnih sedimenata.

## Povijest
Otok Belen je ozloglašen po istoimenom koncentracijskom logoru za zatočenje političkih zatvorenika između 1949. – 1953. i 1956. – 1959. godine. Zatvor Belene i dalje djeluje kao kaznionica na zapadnom dijelu otoka, dok je istočni dio prirodni rezervat. Na obližnjem otoku Cinghinarele zbila se bitka početkom listopada 1916., tijekom Prvog svjetskog rata.